# Augustiniánský klášter na Karlově
Bývalý klášter augustiniánů kanovníků v Praze na Karlově je původně gotický, barokně přestavěný a doplněný komplex klášterních budov, nad tehdejší vsí Nusle proti Vyšehradu. Jeho součástí je i Kostel Nanebevzetí Panny Marie a svatého Karla Velikého. Klášter založil král Karel IV. Zrušen byl roku 1785 během církevních reforem Josefa II., dnes v budově sídlí Muzeum Policie ČR.

## Historie

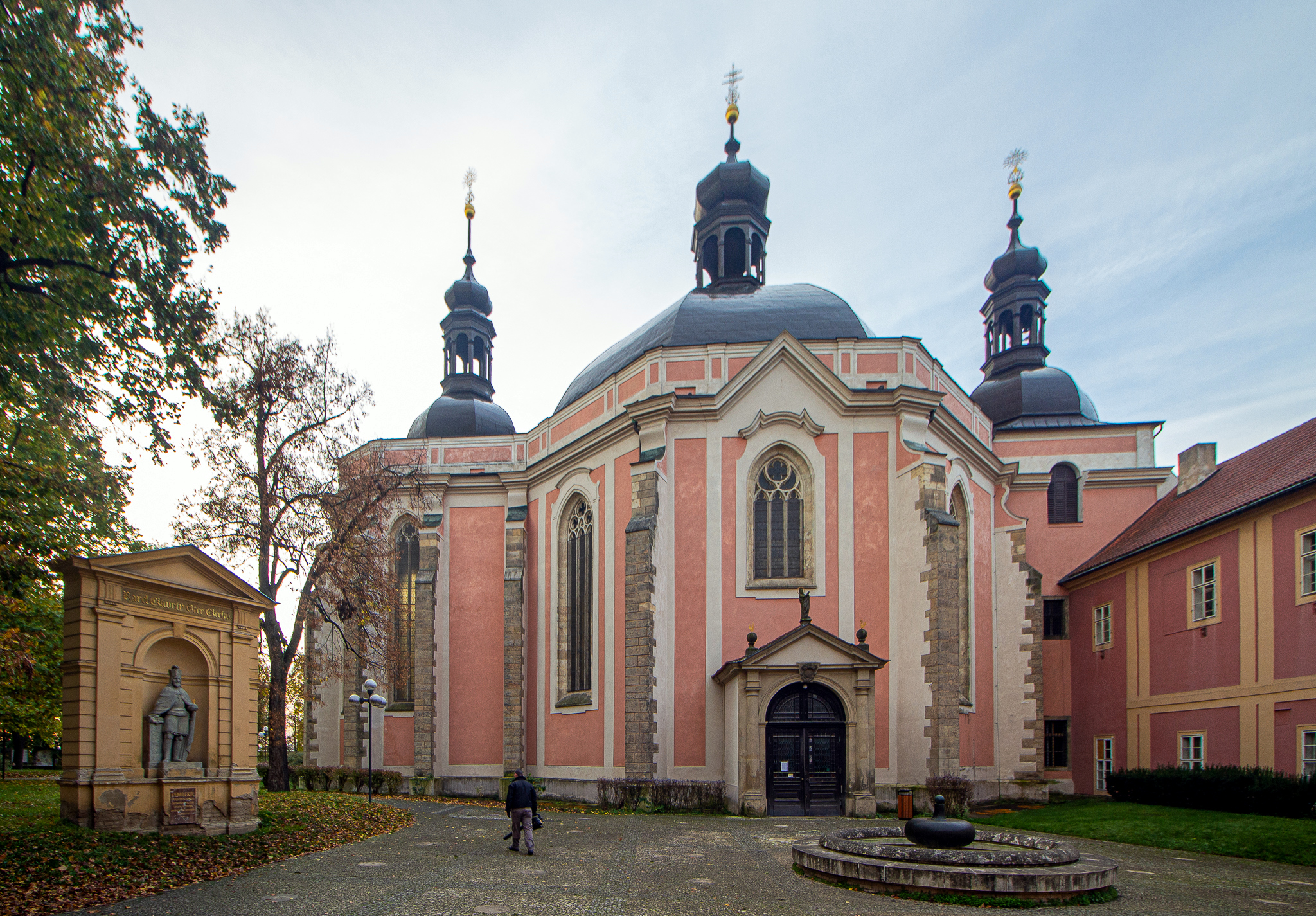
Klášterní kostel Nanebevzetí Panny Marie a sv. Karla Velikého

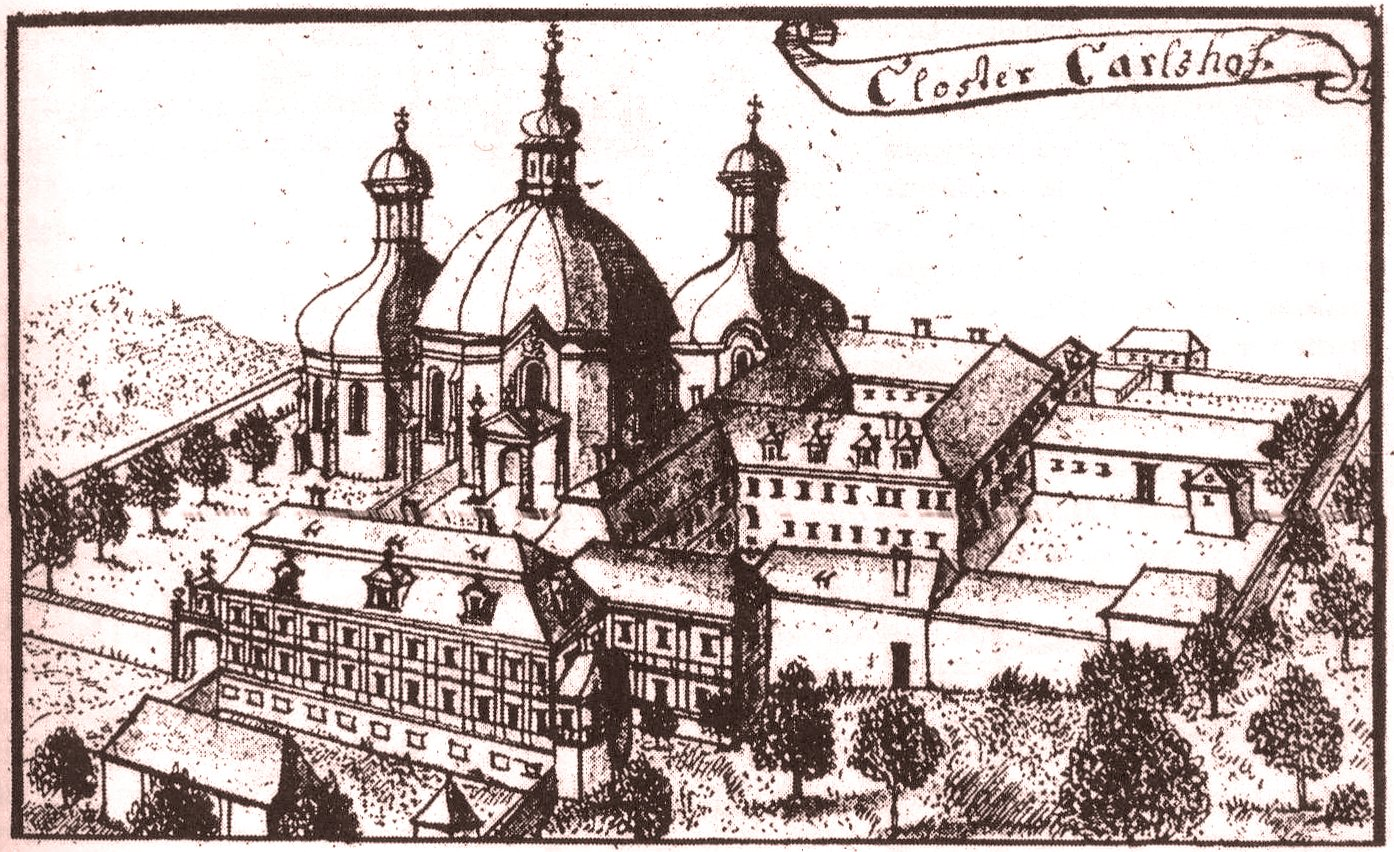
Vyobrazení z druhé pol. 18. stol. Vpředu prelatura, za ní vlevo kostel a vpravo budovy kláštera

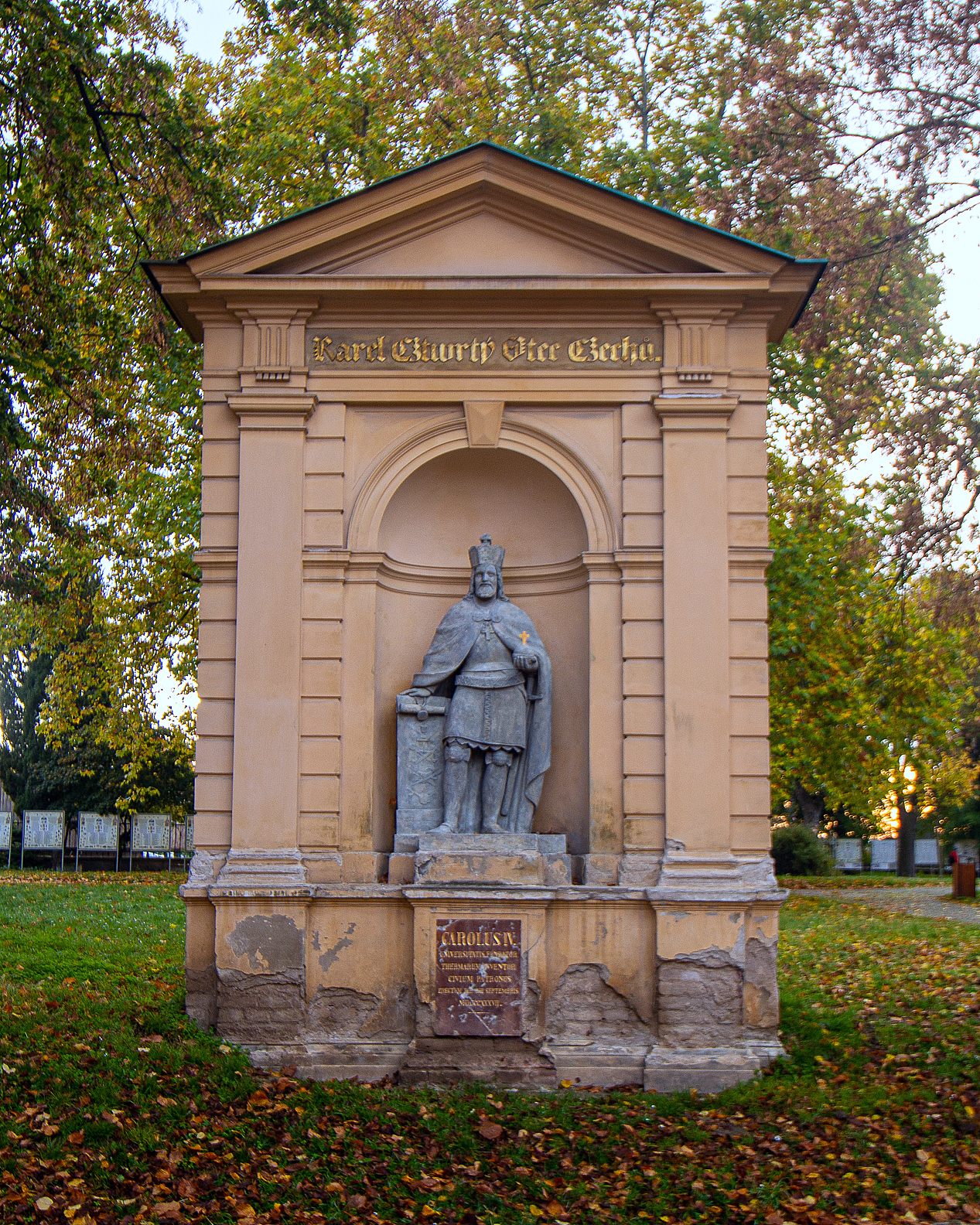
Socha Karla IV. od Josefa Maxe (1804–1855) v samostatně stojící kapličce v areálu na Karlově

Kanonii augustiniánů kanovníků založil v Praze na Karlově v rámci velkorysé výstavby Nového Města císař Karel IV., který těmito svými zakladatelskými počiny hodlal pozvednout význam Prahy na úroveň, odpovídající hlavnímu městu Římské říše. Tomu odpovídá i značně nezvyklý, osmiboký půdorys klášterního kostela odvolávající se na korunovační kostel v Cáchách a spoluzasvěcení kostela Karlu Velikému jako obnoviteli říše.
Zakládací listinu kanonie vydal Karel IV. 18. září 1350. Papež Klement VI. ji potvrdil 22. února 1352. Výstavba však probíhala již od roku 1351. Kostel vysvětil roku 1377 arcibiskup Jan Očko z Vlašimi za přítomnosti Karla IV. a jeho syna Václava IV. Výstavba samotného kláštera trvala zřejmě ještě výrazně déle. Roku 1379 dostali augustiniáni kanovníci povolení vybudovat si místo společného dormitáře též samostatné cely.
Za husitských bouří byl klášter poškozen a opuštěn. Roku 1434 jej město poskytlo soukromému vlastníkovi. Roku 1437 se však kanovníci vrátili a zřejmě i provedli některé opravy. Rozsáhlejší obnova je doložena roku 1498, kdy byl kostel znovu vysvěcen. V té době byl zřejmě také znovu zakleknut Hansem Spiessem.

S prosbou o pomoc se roku 1572 na panovníka obrátil opat Mikuláš Venc, neboť tvrdil, že budovy kláštera „nýčko zpustlé jsou“. Roku 1575 byl mj. proto chrám znovu zaklenut klenbou dochovanou až do dnešních dnů a také opatřen novým krovem a krytinou.

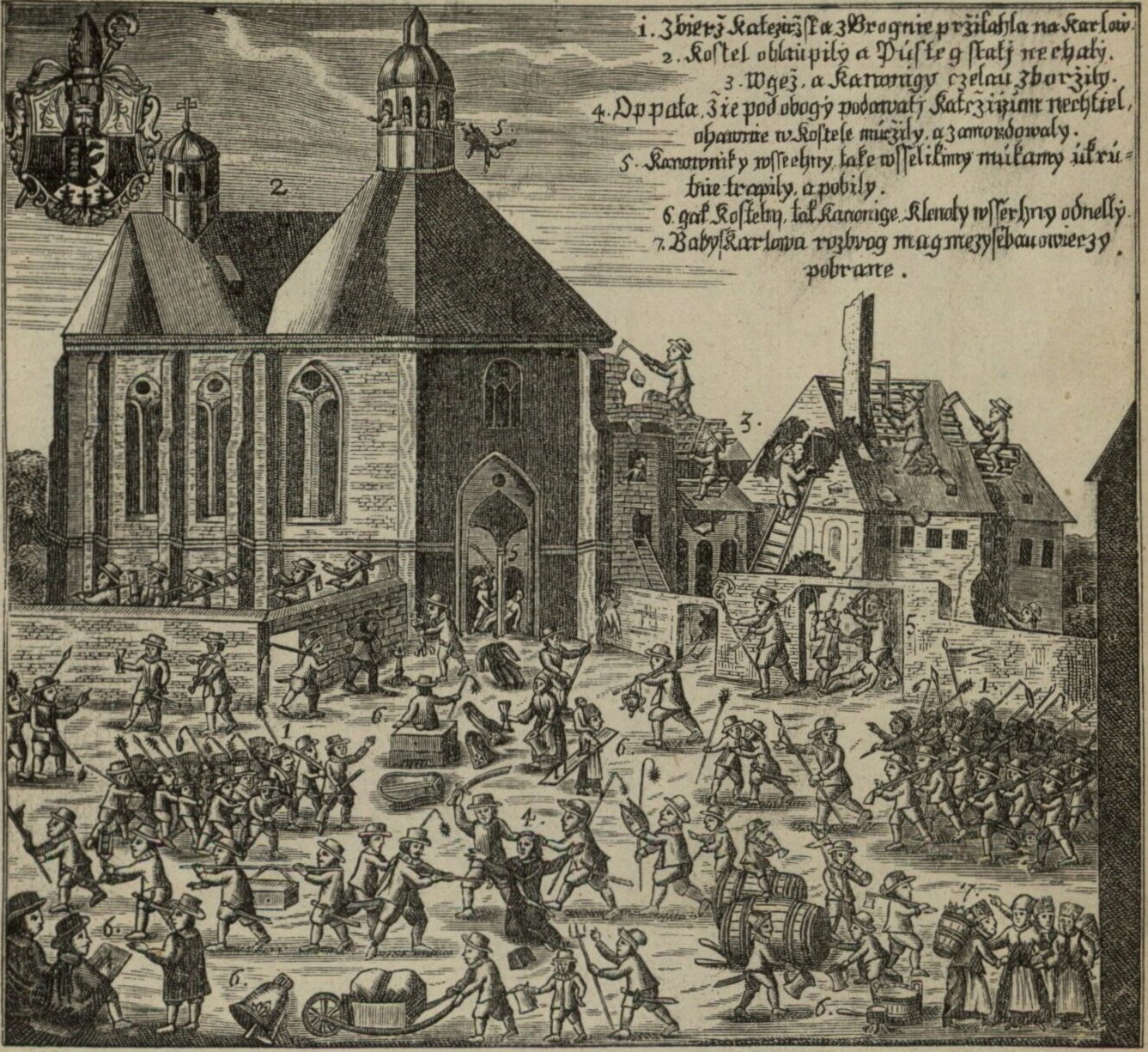
Útok pražské lůzy na klášter v roce 1611 po vpádu pasovských

Roku 1603 budovy kanonie poškodil blesk. Kostel byl opět opraven a zastřešen, konvent však nikoli. Navíc byl vypleněn při vpádu pasovských roku 1611, při němž byli také „ukrutně zavražděni“ opat a několik kanovníků.
Roku 1629 byly kanonii vráceny statky, což uspíšilo obnovu. Na konci třicetileté války byl sice areál využit jako vojenská zbrojnice, ale v letech 1653–58 došlo za opata Isidora de Croce k přestavbě a zvětšení budov, patrně dle projektu Carla Luraga.
28. července 1716 uzavřel opat smlouvu s Františkem Maxmiliánem Kaňkou na výstavbu nové prelatury. Již roku 1719 byla novostavba hotova a obývána opatem. 22. dubna 1755 postihl konvent požár. Zničené střechy byly roku 1756 obnoveny. Roku 1785 byl klášter Josefem II. zrušen a změněn na nemocnici pro nevyléčitelně nemocné.
V letech 1789–91 prošly budovy konventu stavebními úpravami. Další přestavba a modernizace přišla roku 1808. Další úpravy pro potřeby nemocnice se odehrály v letech 1865–66 poté, co přešla do městské správy.
V roce 1948 získalo část prostorů Muzeum hlavního města Prahy jako depozitáře, ale roku 1960 byl tento depozitář zrušen a do objektu se nastěhovalo Muzeum Pohraniční stráže. To se roku 1973 změnilo na Muzeum Sboru národní bezpečnosti a po roce 1990 na Muzeum Policie České republiky, které zde sídlí dosud.

## Popis
Podoba gotického kláštera není zcela známa. Výrazné relikty gotických konstrukcí však dokládají, že středověkého původu jsou všechny tři křídla kolem rajského dvora. Zbytky zdiva jsou dochovány především v jižním křídle. Byla zde zjištěna řada malých okének v prvním patře a také veliké hrotité okno kaple svatého Karla Velikého, která měla obdélný půdorys a procházela dvěma patry. Je přitom zřejmé, že budovy byly dvojpatrové. Křížová chodba však pouze přízemní. Rozvržení středověkých klášterních budov přitom zřejmě vycházelo z cášského vzoru.
V současné podobě je areál kláštera výrazně ovlivněn barokními zásahy. Návštěvník nejprve vstupuje do parkově upraveného prostranství svíraného ze severu barokní budovou nové prelatury, na západě budovou staré prelatury a z jihu klášterním kostelem tvořeným gotickou osmibokou lodí, z východu navazujícím polygonálním presbytářem a věží na západě. Kostel je zastřešen trojicí výrazných barokních kupolových střech s lucernami. Od jihu přiléhá k lodi kostela barokní budova svatých schodů. Samotné budovy kláštera jsou vsunuty na západ a na prostranství zasahuje jenom malá část jejich východní fasády. Jsou komponovány přesně na ose klášterního kostela. Jejich maximální oddělení od veřejného prostranství symbolicky vyjadřuje oddělenost řeholního života v klauzuře. Klášter tvoří trojice barokně upravených křídel, doplněných čtyřkřídlým ambitem, obíhajícím kolem čtvercového rajského dvora. Fasády klášterních budov jsou velmi prosté a pochází z raně barokní obnovy. Směrem k západu do prostoru bývalé klášterní zahrady pak vybíhá dvojice křídel spíše hospodářského rázu.